# Östra Grysjön
Östra Grysjön är en sjö i Torsby kommun i Värmland och ingår i Göta älvs huvudavrinningsområde. Sjön är 6 meter djup, har en yta på 1,01 kvadratkilometer och befinner sig 331 meter över havet. Sjön avvattnas av vattendraget Värån (Mörtsjöbäcken). Vid provfiske har abborre, gädda och mört fångats i sjön.

## Delavrinningsområde
Östra Grysjön ingår i det delavrinningsområde (671870-136348) som SMHI kallar för Utloppet av Östra Grysjön. Medelhöjden är 396 meter över havet och ytan är 27,52 kvadratkilometer. Det finns inga avrinningsområden uppströms utan avrinningsområdet är högsta punkten. Värån (Mörtsjöbäcken) som avvattnar avrinningsområdet har biflödesordning 2, vilket innebär att vattnet flödar genom totalt 2 vattendrag innan det når havet efter 421 kilometer. Avrinningsområdet består mestadels av skog (51 procent) och sankmarker (42 procent). Avrinningsområdet har 1,48 kvadratkilometer vattenytor vilket ger det en sjöprocent på 5,4 procent.